# Kike Linares
Kike Linares (* 12. Juli 1999 in Cádiz, Spanien), mit vollständigen Namen Enrique Linares Fernández, ist ein spanisch-philippinischer Fußballspieler.

## Karriere

### Verein
Kike Linares erlernte das Fußballspielen in den spanischen Jugendmannschaften von Vázquez Cultural und CD 26 de Febrero. Seinen ersten Vertrag unterschrieb er am 1. Juli 2018 beim El Palo FC. Der Verein aus Málaga spielte in der fünften spanischen Liga, der Tercera División RFEF. Für El Palo absolvierte er drei Ligaspiele. Nach einem Jahr wechselte er zum ebenfalls in der fünften Liga spielenden UD Montijo. Für den Klub aus Montijo stand er zehnmal in der Liga auf dem Rasen. Der FC Bruno’s Magpies, ein Verein aus Gibraltar, nahm ihn Ende Januar 2020 unter Vertrag. Hier stand er bis Mitte August 2020 unter Vertrag. Am 12. August 2020 verpflichtete ihn der spanische Fünftligist UD San Pedro aus San Pedro de Alcántara. 26-mal lief er für den Klub in der Liga auf. Im Juli 2022 ging er nach Asien, wo er in Thailand einen Vertrag beim Erstligisten Lamphun Warriors FC unterschrieb. Nach 18 Erstligaspielen für den Verein aus Lamphun wechselte er im Juli 2023 nach Indonesien. Hier schloss er sich dem Erstligisten PSM Makassar aus Makassar an. Nach nur drei Erstligaspielen kehrte er im Januar 2024 zu seinem ehemaligen Verein, dem thailändischen Erstligisten Lamphun Warriors FC, zurück.  Am 31. Mai 2025 stand er mit den Warriors im Finale des Thai League Cup. Hier traf man im BG Stadium auf Buriram United. Am Ende musste man sich mit 2:0 geschlagen geben. Nach 29 Ligaspielen wechselte er im Sommer 2025 nach Chonburi zum Erstligaaufsteiger Chonburi FC.

### Nationalmannschaft
Kike Linares spielte 2022 viermal in der philippinischen U23-Nationalmannschaft. Hier kam er in den Gruppenspielen der Südostasienspiele zum Einsatz. Sein erstes Länderspiel für die A-Nationalmannschaft der Philippinen bestritt er am 23. März 2022 in einem Freundschaftsspiel gegen Malaysia.

## Erfolge
Lamphun Warriors FC
- Thailändischer Ligapokalfinalist: 2024/25

## Persönliches
Kike Linares ist der Bruder von Nacho Linares und der Cousin von Álvaro Silva und Kike Silva.